# KAL-Online
KAL-Online (칼온라인, kal é uma palavra coreana para "Espada") é um MMORPG Free-to-Play de fantasia produzido pela Inixsoft, da Coreia do Sul. Diferente de outros MMORPGs, que são baseados em um contexto medieval europeu, KAL-Online apresenta a si mesmo como um jogo de "Fantasia Oriental". O jogo é baseado na mitologia de uma guerra entre o grande rei Ha-Nin e a tropa de demônios Ban-Go.

## Ligações Externas
- Site oficial (Inglês)
- KalCentral (Fansite) (Inglês)
- KalHQ (Fansite) (Inglês)